# Anne Gallet
Anne Gallet (Genève, ca 1942) is een Zwitsers klavecimbelspeler

## Levensloop
Gallet was 21 toen ze in het Conservatorium van Genève, na studies bij Isabelle Nef, de Eerste prijs voor virtuositeit behaalde. Ze vervolgde haar studies in de Muziekhogeschool van Wenen en in Amsterdam bij Gustav Leonhardt.
In 1968 verwierf ze de Derde prijs in het internationaal klavecimbelconcours in Brugge, in het kader van het Festival Musica Antiqua. Sindsdien trad ze op tijdens vele festivals zowel in Europa als in de Verenigde Staten. Ze deed dit als soliste of als begeleidster van onder meer Jordi Savall, Hopkinson Smith, Sigiswald Kuijken en Philippe Huttenlocher.
Ze behaalde eveneens een Master in musicologie aan de Washington University in St. Louis, waar ze ook twee jaar klavecimbel doceerde. Nadien werd ze docente aan het Conservatorium van Genève en aan het Early Music Centre in Genève.

## Discografie
Alleen of met andere uitvoerders heeft Gallet een aantal platenopnamen gemaakt, zoals:
- Marain Marais: Pièces de Viole uit 1701, door J. Savall, H. Smith en Anne Gallet (2002)

- Bibliothèque nationale de France: cb14014504n (data)
- MusicBrainz: c4ec0b87-70fc-4bfd-8937-25a355e501ab
- Nationale Bibliotheek van Tsjechië: xx0200667
- Nationale Bibliotheek van Israël: 987007395682805171
- Système universitaire de documentation: 130802387
- Virtual International Authority File: 280145541831696601011